# Teratoscincus keyserlingii
Espèce
Synonymes
- Teratoscincus scincus keyserlingii Strauch, 1863
- Teratoscincus zarudnyi Nikolsky, 1896

Teratoscincus keyserlingii est une espèce de geckos de la famille des Sphaerodactylidae.

## Répartition
Cette espèce se rencontre :
- aux Émirats arabes unis ;
- en Iran ;
- au Pakistan.

## Étymologie
Cette espèce est nommée en l'honneur d'Alexander von Keyserling.

## Publication originale
- Strauch, 1863 : Characteristik zweier neuer Eidechsen aus Persien. Bulletin de l’Académie Impériale des Sciences de St. Pétersbourg, vol. 6, p. 477-480 (texte intégral).